# Wagner Reway

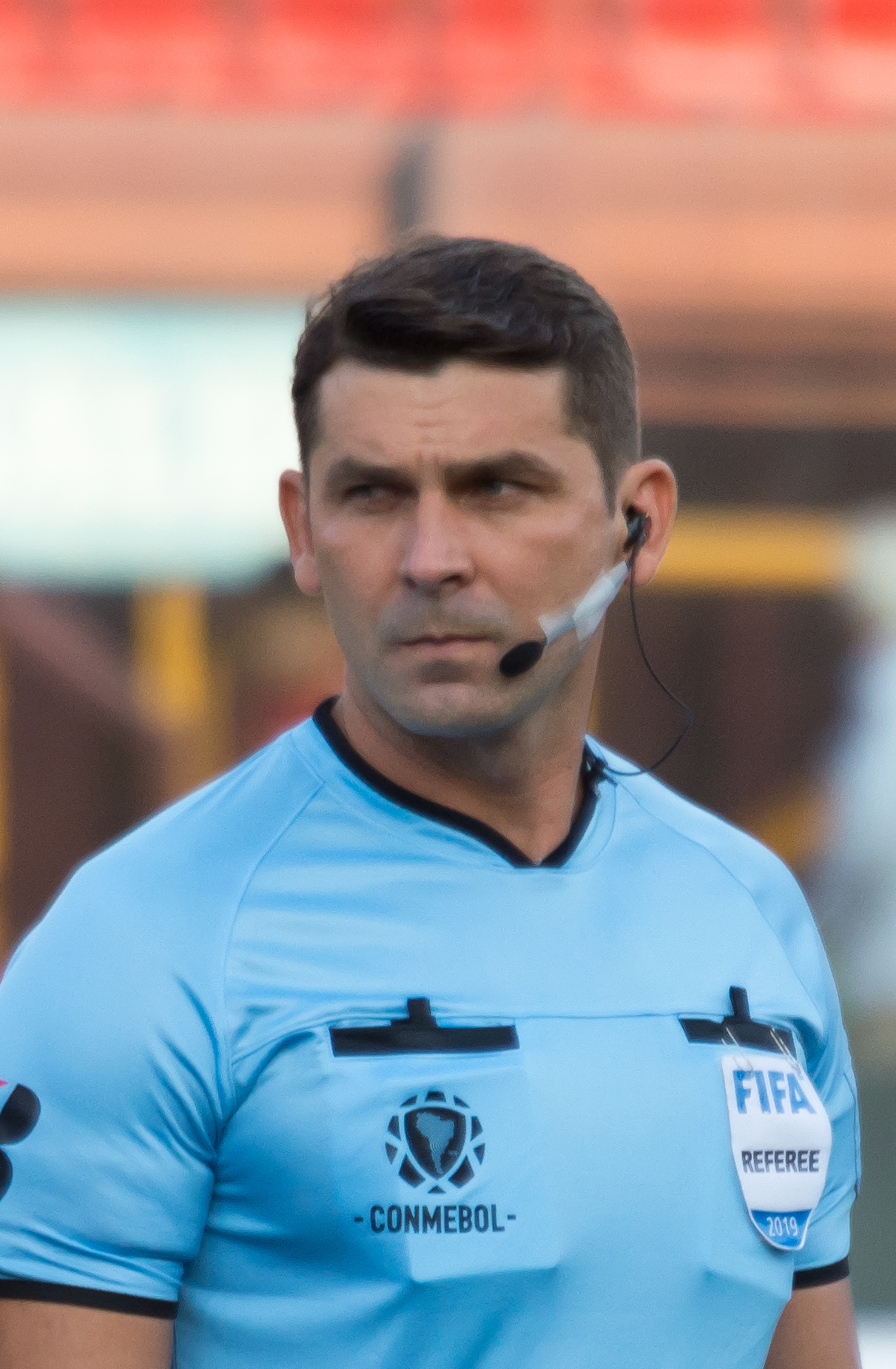
Wagner Reway (2019)

Wagner Reway (* 14. Mai 1981 in Cascavel, Paraná) ist ein brasilianischer Fußballschiedsrichter.
Seit August 2009 leitet Reway Spiele in der brasilianischen Campeonato Brasileiro de Futebol; bisher hatte er über 95 Einsätze. Am 8. April 2014 leitete er das Final-Hinspiel der Copa Verde 2014.
Von 2017 bis 2019 stand er auf der Liste der FIFA-Schiedsrichter, seit 2021 ausschließlich als Videoschiedsrichter.
Beim olympischen Fußballturnier 2020 in Tokio wurde Reway als Videoschiedsrichter eingesetzt.